# 六指街道
六指店街道是中国湖北省武汉市黄陂区下辖的一个街道。

## 行政区划
六指店街道下辖什仔铺居委会、甘棠铺居委会、联合村、群建村、建民村、红光村、曙光村、胜洪村、同联村、虎豹村、金咀村、同建村、建设村、群合村、定正村、郑田村、群乐村、新华村、新生村、新红村、新联村、新集村、新建村、新胜村、建幸村、建国村、西城村、兴中村、振兴村、武湖村、大咀村、肖岗村、港湾村、吴岗村、下刘湾村、三井村、朱岗村、熊岗村、七里岗村、大堤村、楼子田村、王港村、张店村、徐田村、骆店村、陆咀村、甘棠村、甘铺村、潘岗村、许桥村、团林村、金竹村、方湾村、朱冲村、张岗村、滨湖村、西湖村、东湖村。